# Mummucina titschacki
Mummucina titschacki är en spindeldjursart som beskrevs av Roewer 1934. Mummucina titschacki ingår i släktet Mummucina och familjen Mummuciidae. Inga underarter finns listade i Catalogue of Life.